# Avonmouth
Avonmouth – przedmieście miasta Bristol w Anglii, w jego granicach administracyjnych, położone bezpośrednio u ujścia rzeki Avon do estuarium Severn. W 2011 dzielnica liczyła 12 485 mieszkańców. Avonmouth często uważany jest za miasto satelickie Bristolu, a nie jego typowe przedmieście. Często utożsamiany jest lub domyślnie łączony z sąsiadującą dzielnicą Shirehampton.
Przez przedmieście przebiega autostrada M5, rozgałęziając się na odcinek M49 łączący tę trasę z autostradą M4. Na terenie Avonmouth przyległym do ujścia Severn znajduje się rezerwat przyrody Avon Wildlife, chroniący ptactwo wodne.